# Estero Limache
Estero Limache är ett vattendrag i Chile.   Det ligger i regionen Región de Valparaíso, i den södra delen av landet, 90 km nordväst om huvudstaden Santiago de Chile.
Trakten runt Estero Limache består i huvudsak av gräsmarker. Runt Estero Limache är det mycket tätbefolkat, med 1 361 invånare per kvadratkilometer.